# Rudolf Niemczyk

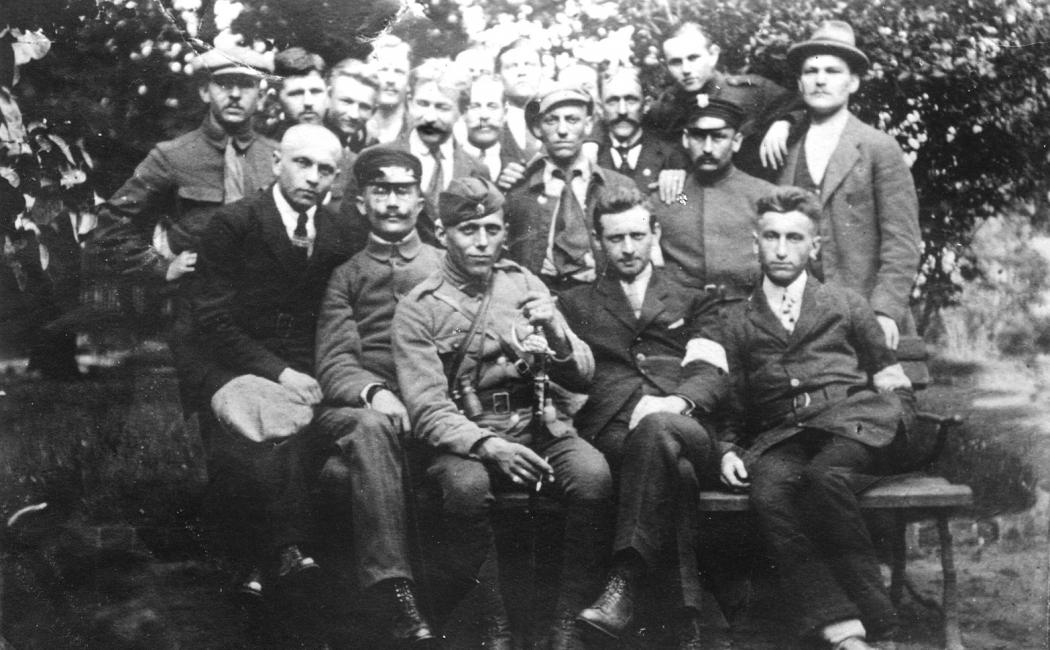
Dowództwo 3. Pułku Piechoty, w pierwszym rzędzie w środku Rudolf Niemczyk, 1921 rok

Rudolf Niemczyk, ps. Stein, Gaduła (ur. 17 grudnia 1894 w Sosnowcu, zm. 14 listopada 1964 w Katowicach) – działacz niepodległościowy i kombatancki, urzędnik państwowy, powstaniec śląski, żołnierz Polskich Sił Zbrojnych na Zachodzie.

## Życiorys
Rudolf Niemczyk urodził się w Sosnowcu 17 grudnia 1894 roku. Pochodził z polskiej rodziny robotniczej, w której pielęgnowany był etos patriotyzmu. Ojciec i starszy brat byli zaangażowani w działalność PPS-u. Rudolf ukończył szkołę podstawową i gimnazjum, tzw. „Aleksandrówkę”. Szybko podjął pracę w Sosnowieckiej Kasie Oszczędnościowej i kontynuował naukę na różnych kursach. Gdy ojciec z bratem, związani z Frakcją Rewolucyjną PPS-u, zastrzelili rosyjskiego szpicla, celnika komory sosnowieckiej Iwanowa w połowie września 1907 roku, rodzina została zmuszona do przeprowadzenia się na stronę pruską, do Zawodzia. Podczas I wojny światowej był wcielony do armii pruskiej (lata 1914–1918). Po wojnie uczestniczył od listopada 1918 roku w organizowaniu Straży Obywatelskiej w powiecie katowickim oraz Polskiej Organizacji Wojskowej Górnego Śląska. Należał do Polskiego Towarzystwa Gimnastycznego „Sokół”. Pracował w Banku Ludowym w Katowicach.
Podczas I powstania śląskiego w 1919 roku Niemczyk dowodził kompanią w rejonie Janowa, Zawodzia i Szopienic. Używał pseudonimów: Stein, także Gaduła. Nie mając wystarczającego uzbrojenia grupy powstańcze zostały zmuszone do poddania się. W II powstaniu śląskim w sierpniu 1920 roku Niemczyk był dowódcą baonu katowickiego. Został aresztowany przez Policję Plebiscytową we wrześniu 1920 roku, w katowickim Zawodziu, na Kaiser Wilhelm Straße (obecnie 1 Maja). Napadła go grupa mężczyzn w mundurach policyjnych, gdy wracał ze spotkania z Walentym Fojkisem, przenosząc dokumenty dla Wojciecha Korfantego. Podczas szarpaniny Niemczyk zdołał zniszczyć materiały, które mogły przyczynić się do poważniejszych konsekwencji. Pojmany, trafił na komisariat w Bogucicach, potem na komendę w Katowicach, a następnie do aresztu śledczego w Mikołowie. Traktowano go z wielką brutalnością, nie odnotowując przy tym jego prawdziwego imienia i nazwiska. W jego sprawie interweniowali koledzy z POW. Zainteresował się nim również inspektor tajnej policji śledczej ze służby francuskiej Schmidt. Zaczął szukać młodego powstańca. Odnalazł go przypadkiem w więziennym karcerze, co uratowało mu życie.
Po uwolnieniu Niemczyk włączył się w akcję plebiscytową w 1920–1921 roku. Został komendantem Katowic. Podczas III powstania śląskiego dowodził baonem katowickim. W nocy z 2 na 3 maja 1921 roku wyznaczono zadania zdobycia poszczególnych punktów strategicznych na terenie miasta. Powstańcy błyskawicznie przejęli Katowice, na co zareagowali Francuzi. W niektórych miejscach wywiązała się walka pomiędzy powstańcami a francuskimi żołnierzami. Nie chcąc doprowadzić do otwartego konfliktu, Niemczyk podjął decyzję o cernowaniu miasta. Baon Niemczyka został przekształcony w 3 Katowicki Pułk Piechoty im. Jana Henryka Dąbrowskiego. Powstańców przewieziono koleją z Ligoty do Rudzińca. Wzięli udział w bitwie pod Górą św. Anny 27 maja 1921 roku. Niemczyk dowodził w walkach o Lichynię. W nocy 4 czerwca walczących rozdzieliły wojska francuskie. Chcąc dalej walczyć, Niemczyk protestował u Korfantego wraz z innymi powstańcami. Ostatecznie pułk został rozwiązany.
Po powstaniach uczestniczył w organizacji Związku Byłych Powstańców. Pracował jako urzędnik w Dyrekcji Poczt i Telegrafów w Katowicach. W latach 1923–1924 był prezesem Górnośląskiego Okręgowego Związku Piłki Nożnej w Katowicach. W latach 1936–1939 był członkiem takich polskich organizacji i stowarzyszeń, jak: Chór „Ogniwo”, Związek Powstańców Śląskich, Związek Obrony Kresów Zachodnich, Obwód Ligi Morskiej i Kolonialnej w Zawodziu, KS „Słowian” Katowice. W sierpniu 1939 roku Niemczyk organizował Powstańcze Bataliony Obrony Narodowej. Wziął udział w kampanii wrześniowej, broniąc Zawodzia. Ostatecznie trafił do Związku Radzieckiego. W kwietniu 1942 roku zgłosił się do Armii Andersa. Walczył w Afryce Północnej. W 1943 przez Wielką Brytanię dostał się do Stanów Zjednoczonych, gdzie zaczął prowadzić misję propagandową i werbunkową do wojska. Awansował na porucznika.
Po wojnie wrócił do Katowic. Mieszkał w Zawodziu. W 1962 roku odsłonił odbudowany Pomnik Powstańców Śląskich w Starej Ligocie.
Rudolf Niemczyk zmarł w Katowicach 14 listopada 1964 roku. Został pochowany na cmentarzu w Bogucicach.

## Życie prywatne
Od 1931 roku był żonaty, miał troje dzieci.

## Spisane świadectwa
- Wspomnienia walk z czasów zdobywania i okupowania miasta Katowic podczas III powstania, „Powstaniec Śląski” 1936, nr 5, s. 55–63.
- Dwa epizody. [W:] „Pamiętniki powstańców śląskich”. T. I. Katowice 1957, s. 132–135.
- 3 pułk powstańczej piechoty w akcji. [W:] „Godzina druga”. Warszawa 1959, s. 27–28.

## Awanse
- sierżant – luty 1921 (z ważnością od 26 grudnia 1920 roku)[6]
- podporucznik – kwiecień 1921 (z ważnością od 1 kwietnia 1920 roku)[6]
- porucznik – 1946 (?)[4]

## Ordery i odznaczenia
- Order Virtuti Militari V kl.[7]
- Krzyż na Śląskiej Wstędze Waleczności i Zasługi[7]
- Krzyż Walecznych[2]
- Krzyż Niepodległości[2]

## Upamiętnienie
- Od 1976 roku imię Rudolfa Niemczyka nosi jedna z katowickich ulic w dzielnicy Murcki[5][10].